# Alessandra Dino
Alessandra Dino (Palermo, 25 novembre 1963) è una scrittrice e sociologa italiana, studiosa dei fenomeni di criminalità organizzata di tipo mafioso.

## Biografia
È professoressa associata di Sociologia giuridica, della devianza e del mutamento sociale presso la Facoltà di Scienze della Formazione dell'Università degli Studi di Palermo. Presso il medesimo Ateneo, ha insegnato nella Scuola di Specializzazione in “Istituzioni e Tecniche di Tutela dei Diritti Umani” e presso la SISSIS (Scuola Interuniversitaria Siciliana di Specializzazione per l'Insegnamento Secondario - Sezione dell'Università degli Studi di Palermo). Ha tenuto corsi nell'ambito dei master universitari in "Tutela dei diritti dei bambini e degli adolescenti", in "Psicologia Giuridica", in "Immigrazione Asilo e Cittadinanza", in "Tutela dei bambini e degli adolescenti", "Residenzialità e cura. Comunità per l'infanzia, l'adolescenza, la salute mentale", organizzati presso l'Ateneo del capoluogo siciliano, occupandosi dello studio dei processi di costruzione sociale della devianza, delle dinamiche sottese ai processi di etichettamento e delle differenti forme di disagio e di marginalità sociale.
Partecipa alle attività di ricerca, di analisi e di produzione di testi dello Standing Group on Organised Crime of ECPR (European Consortium of Political Research) ed è consulente della rivista Global Crime.
È componente del comitato scientifico della rivista Narcomafie, del comitato di redazione della rivista Meridiana e del Consiglio di Direzione di Historia Magistra. Rivista di Storia Critica.
Collabora con la rivista siciliana Segno.

## Ambiti di studio
Studiosa dei fenomeni criminali di tipo mafioso, ha applicato il metodo di ricerca etnografico all'analisi dei processi simbolici e all'osservazione delle trasformazioni interne alla mafia siciliana.  Tra i suoi studi più significativi, quelli che - a partire dal 1997 - hanno esplorato il ruolo delle donne all'interno delle organizzazioni mafiose e - in particolare - all'interno della vita quotidiana di Cosa Nostra e quelli che hanno approfondito il rapporto tra mafia e religione. La sua più recente produzione scientifica (2003 - 2009) è dedicata soprattutto al rapporto tra mafia e potere, al ruolo dei cosiddetti "colletti bianchi" all'interno delle attività di Cosa Nostra sullo scacchiere internazionale, allo studio delle leadership mafiose, al rapporto tra mafia e informazione, tra potere e democrazia (2009-2012).

## Pubblicazioni
- Silenzi e parole dall'universo di Cosa Nostra – Il ruolo delle donne nella gestione dei processi di comunicazione (in collaborazione con A. Meli), Palermo, Sigma Edizioni, 1997.
- Mafia Donna. Le vestali del sacro e dell'onore, (in collaborazione con T. Principato), Palermo, Flaccovio Editore, 1997. ISBN 88-7804-141-6
- Mutazioni. Etnografia del mondo di Cosa Nostra, prefazione di Giovanni Fiandaca, Palermo, Edizioni La Zisa, 2002. ISBN 88-8128-071-X
- La violenza tollerata. Mafia, poteri, disobbedienza, (a cura di) Milano, Mimesis Edizioni, 2006. ISBN 88-8483-342-6
- Pentiti. I collaboratori di giustizia, le istituzioni, l'opinione pubblica (a cura di), Roma, Donzelli Editore, 2006. ISBN 88-6036-095-1
- La mafia devota. Chiesa, religione, Cosa Nostra, Roma-Bari, Editore Laterza, 2008. ISBN 978-88-420-8520-1
- Sistemi criminali e metodo mafioso, (a cura di e in collaborazione con L. Pepino), Milano, FrancoAngeli, 2008. ISBN 978-88-568-0116-3
- Criminalità dei potenti e metodo mafioso, (a cura di), Milano, Mimesis Edizioni, 2009. ISBN 978-88-575-0068-3
- Coscienza e potere. Narrazioni attraverso il mito, (a cura di e in collaborazione con L. Callari), Milano, Mimesis Edizioni, 2009. ISBN 978-88-8483-908-4
- Novas tendencias da criminalidade transnacional mafiosa, (a cura di), San Paolo, Brasile, Editora UNESP, 2010. ISBN 978-85-393-0069-3
- Gli ultimi padrini. Indagine sul governo di Cosa Nostra, Roma-Bari, Editore Laterza, 2011. ISBN 978-88-420-9516-3
- Liberi di scegliere. Due racconti teatrali, (in collaborazione con L. Callari), Milano, Mimesis Edizioni, 2011. ISBN 978-88-575-0507-7